# Dioclès de Syracuse
Pour les articles homonymes, voir Dioclès.
Dioclès de Syracuse est un homme politique grec, syracusain, de la fin du Ve siècle avant notre ère. Seules quelques années de sa vie sont connues, de -413 à -408.

## L'orateur
L'historien Diodore de Sicile le présente comme un orateur jouissant déjà d'une grande crédibilité, lorsqu'il propose au lendemain de la victoire sur les Athéniens, en -413, un châtiment de la plus grande sévérité contre les vaincus : exécution des généraux athéniens, condamnation aux carrières des combattants athéniens, et mise en vente comme esclaves des combattants alliés d'Athènes. Renforcée par l'intervention du spartiate Gylippe, qui ne manque pas de rappeler qu'un sort aussi cruel était destiné aux Syracusains en cas de victoire athénienne,  la proposition est adoptée contre l'avis des partisans de la clémence menés par le stratège Hermocrate.

## Le législateur démocrate
Après la victoire de 411, le peuple syracusain qui a activement participé à la défense de la ville est en mesure d'exiger des réformes démocratiques, à l'instar de la faveur dont put jouir la démocratie à Athènes consécutivement à la bataille de Salamine que gagna une marine athénienne principalement composée de gens du peuple.
Dioclès fait tout d'abord accepter deux mesures : 
- Le tirage au sort des magistrats : ce mode de désignation, déjà pratiqué à Athènes, est pour Aristote une caractéristique des démocraties[6].
- La nomination d'un groupe d'experts chargé de rédiger des lois

Puis, ayant été nommé dans ce groupe d'experts, Dioclès y prend un rôle prépondérant, si bien que les lois qui y sont rédigées portent son nom. La justesse de son système de peines et de récompenses lui vaut l'admiration de ses concitoyens, et au-delà auprès de nombreuses cités grecques de Sicile qui adoptent et conservent ses lois jusqu'à la domination romaine.

## Le stratège en échec
En -409, Dioclès est nommé à la tête d'une armée de 4 000 hommes chargée de se porter au secours d'Himère assiégée par le carthaginois Hannibal de Giscon qui avait débarqué en Sicile avec des troupes espagnoles et remporté une première victoire à Sélinonte. Mais c'est un échec : après les premiers combats il doit rebrousser chemin de crainte d'une attaque carthaginoise contre Syracuse. Himère tombe puis est rasée par Hannibal, laissant aux Grecs la seule consolation d'avoir réussi l'évacuation vers Messine des femmes et des enfants.

## L'exil
Hermocrate avait été banni de Syracuse en -411, après la victoire sur Athènes, tandis qu'il commandait une flotte syracusaine allant porter secours à Sparte. En -409, de retour en Sicile, il avait relevé les murailles de Sélinonte rasée par les carthaginois et mené des contre-offensives victorieuses contre les carthaginois. Fort de ces succès il est en mesure de demander en -408 son retour en grâce, utilisant comme monnaie de négociation les ossements des syracusains qu'il a collectés dans les ruines d'Himère. C'est dans ce contexte que Dioclès, farouchement opposé au retour d'Hermocrate est lui-même banni pour impiété car s'opposant à la sépulture due aux morts. Néanmoins Hermocrate ne sera pas réadmis à Syracuse.
On ignore la durée réelle de son bannissement et les circonstances de son retour ultérieur à Syracuse. On ignore quelle fut la procédure utilisée, en particulier si le pétalisme un temps en vigueur à Syracuse et à l'origine de bannissements d'une durée de cinq ans était déjà abrogé.

## Récit et date de sa mort
Le récit de la mort de Dioclès transmis par Diodore met en scène  l'image de rigueur qu'a laissée le législateur dans la mémoire collective : 

« Une de ses lois, par exemple, portait qu'il fallait punir de mort celui qui viendrait dans l'assemblée publique avec une épée, ou une autre arme, quand même il alléguerait l'ignorance de la loi ou quelque autre prétexte que ce put être. Or, un jour il s'éleva un bruit que les ennemis paraissaient auprès de la ville : il sortit aussitôt de sa maison avec son épée. Mais le même bruit ayant excité du tumulte dans la grande place ; il y entra en passant et sans songer à son épée. Un particulier qui s'en aperçut lui dit qu'il détruisait sa propre loi. Au contraire, répondit-il, je prétends l'affermir davantage. Et aussitôt, il se plongea lui-même son épée dans le cœur. »

Outre son caractère incroyable, ce récit est affaibli par le fait que Diodore l'attribue à la mort de Charondas mentionnant alors que « quelques historiens » font un récit identique de celle de Dioclès. 
On doit dater sa mort avant la fin du règne de Denys l'Ancien (-367), puisque Diodore nous rapporte que Denys fit détruire le temple bâti en son honneur après sa mort pour réutiliser les pierres dans la construction d'une forteresse.